# Фрогнер (стадион)
«Фрогнер» (норв. Frogner) — спортивный стадион в Осло, Норвегия. Зимой здесь занимаются конькобежным спортом и хоккеем с мячом, а летом он используется для футбола и американского футбола. Стадион расположен возле парка Фрогнер, в микрорайоне Майорстуэн. В рамках чемпионата мира по хоккею с мячом 2013 года здесь был сыгран матч между сборными Норвегии и Беларуси.

## История
Стадион был открыт в 1901 году, изначально принадлежал конькобежному клубу Кристиании (Осло).
До постройки Грессбанен и Уллевола, стадион Фрогнер являлся центром норвежского футбола. В 1902 году здесь состоялся первый финал Кубка Норвегии, в котором «Гране» победила Одд со счетом 2:0. В 1910 году на стадионе Фрогнер прошел первый домашний международный футбольный матч сборной Норвегии, где они потерпели поражение со счетом 0:4 от сборной Швеции. Всего на этом стадионе было проведено более десяти международных матчей, включая первую победу Норвегии в товарищеском матче в 1918 году, когда они обыграли Данию со счетом 3:1.
В 1914 году он поменял свое прошлое местоположение в связи с проведением Юбилейной выставки. Во время первого Чемпионата мира по конькобежному спорту, прошедшего в 1914 году, Оскар Матисен установил два мировых рекорда на дистанциях 500 и 1500 метров. В 1928 году владельцем стадиона стал муниципалитет Осло.

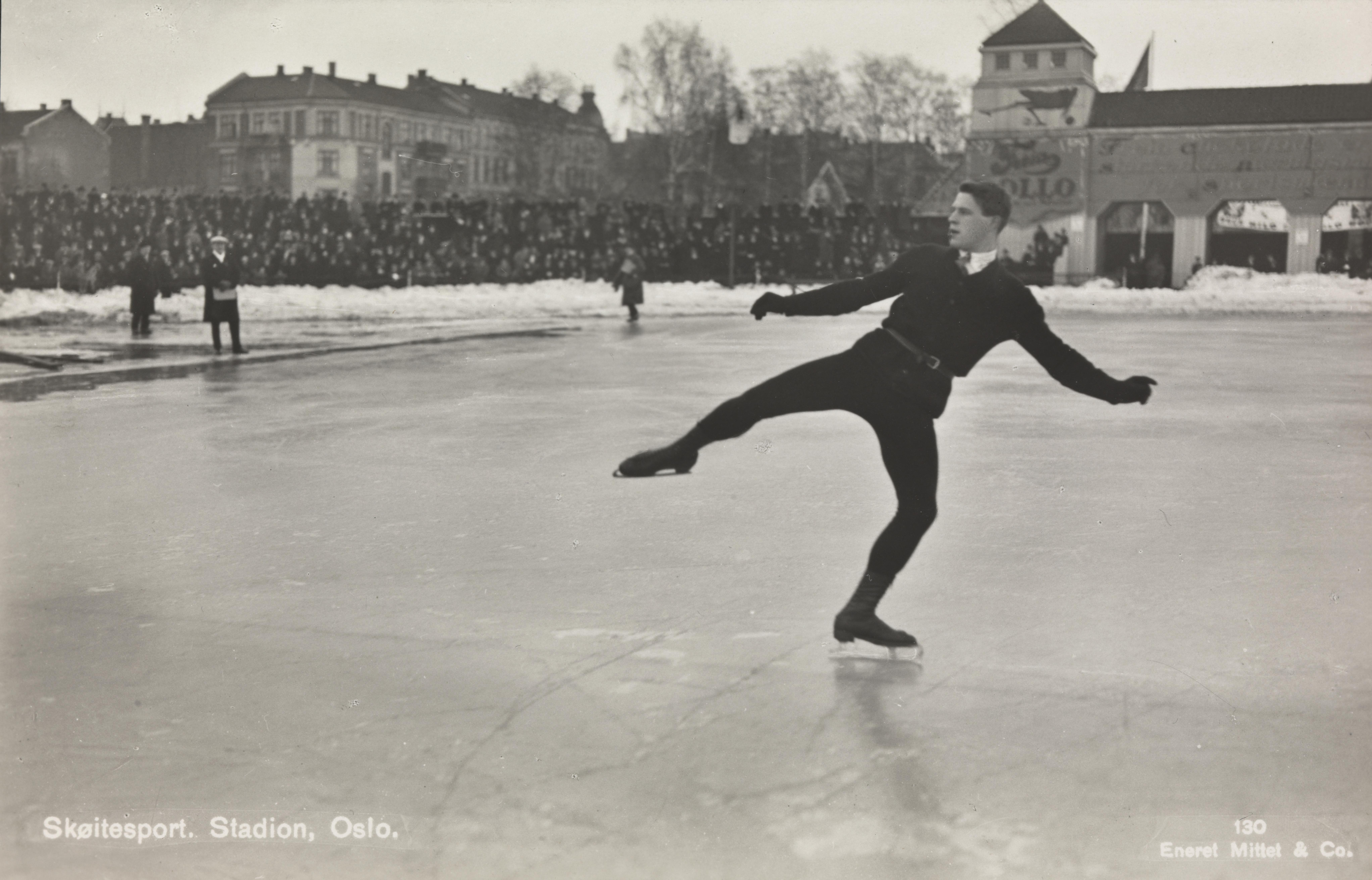
Фигурное катание на стадионе Форгнер.

До 1940 года стадион Фрогнер был одним из самых значимых мест для фигурного катания Норвегии. Здесь проводились многочисленные чемпионаты по фигурному катанию и конькобежному спорту. Всего на стадионе было установлено 23 мировых рекорда в конькобежном спорте, включая несколько неофициальных. Семнадцать из этих рекордов включены в официальный список мировых рекордов Международного союза конькобежцев.
Возле стадиона установлены памятники Оскару Матисену и Сони Хени.
Стадион Фрогнер также использовался для проведения международных матчей по футболу и хоккею с мячом, а также для международных соревнований по легкой атлетике. В разные годы, включая 1906, 1911, 1912, 1914, 1917, 1918, 1920, 1922 и 1924 годах на стадионе проводились чемпионаты Норвегии по легкой атлетике.

### Реконструкция 2010
За последние десятилетия было много предложений о развитии района Майорстуэн, включая возведение крытого катка и футбольного стадиона. Однако, эти предложения обычно не осуществлялись из-за отсутствия финансирования и проблем, связанных с парком скульптур Вигеланда. В апреле 2008 года было принято решение выделить средства на реконструкцию этого объекта, включающую строительство катка, а также ремонт раздевалок и помещений стадиона.
После реконструкции в 2010 году стадион также стал домашней ареной для команды «Осло Викинги» по американскому футболу, который является одной из лучших команд в Норвегии.

## Соревнования по конькобежному спорту
| [ 11 ]                | [ 11 ]           | [ 11 ]    | [ 11 ]     |
| Соревнование          | Чемпион          | Страна    | Примечание |
| --------------------- | ---------------- | --------- | ---------- |
| Чемпионат мира 1914   | Оскар Матисен    | Норвегия  | [ 12 ]     |
| Чемпионат мира 1922   | Харальд Стрём    | Норвегия  | [ 13 ]     |
| Чемпионат Европы 1924 | Роальд Ларсен    | Норвегия  | [ 14 ]     |
| Чемпионат Европы 1928 | Клас Тунберг     | Финляндия | [ 15 ]     |
| Чемпионат мира 1929   | Клас Тунберг     | Финляндия | [ 16 ]     |
| Чемпионат мира 1930   | Михаэль Стаксруд | Норвегия  | [ 17 ]     |
| Чемпионат мира 1935   | Михаэль Стаксруд | Норвегия  | [ 18 ]     |
| Чемпионат Европы 1936 | Ивар Баллангруд  | Норвегия  | [ 19 ]     |
| Чемпионат мира 1937   | Михаэль Стаксруд | Норвегия  | [ 20 ]     |
| Чемпионат Европы 1938 | Шарль Матисен    | Норвегия  | [ 21 ]     |

Здесь так же прошли первые три неофициальных Чемпионата мира среди женщин — 1933, 1934 и 1935 годах.

## Мировые рекорды по конькобежному спорту

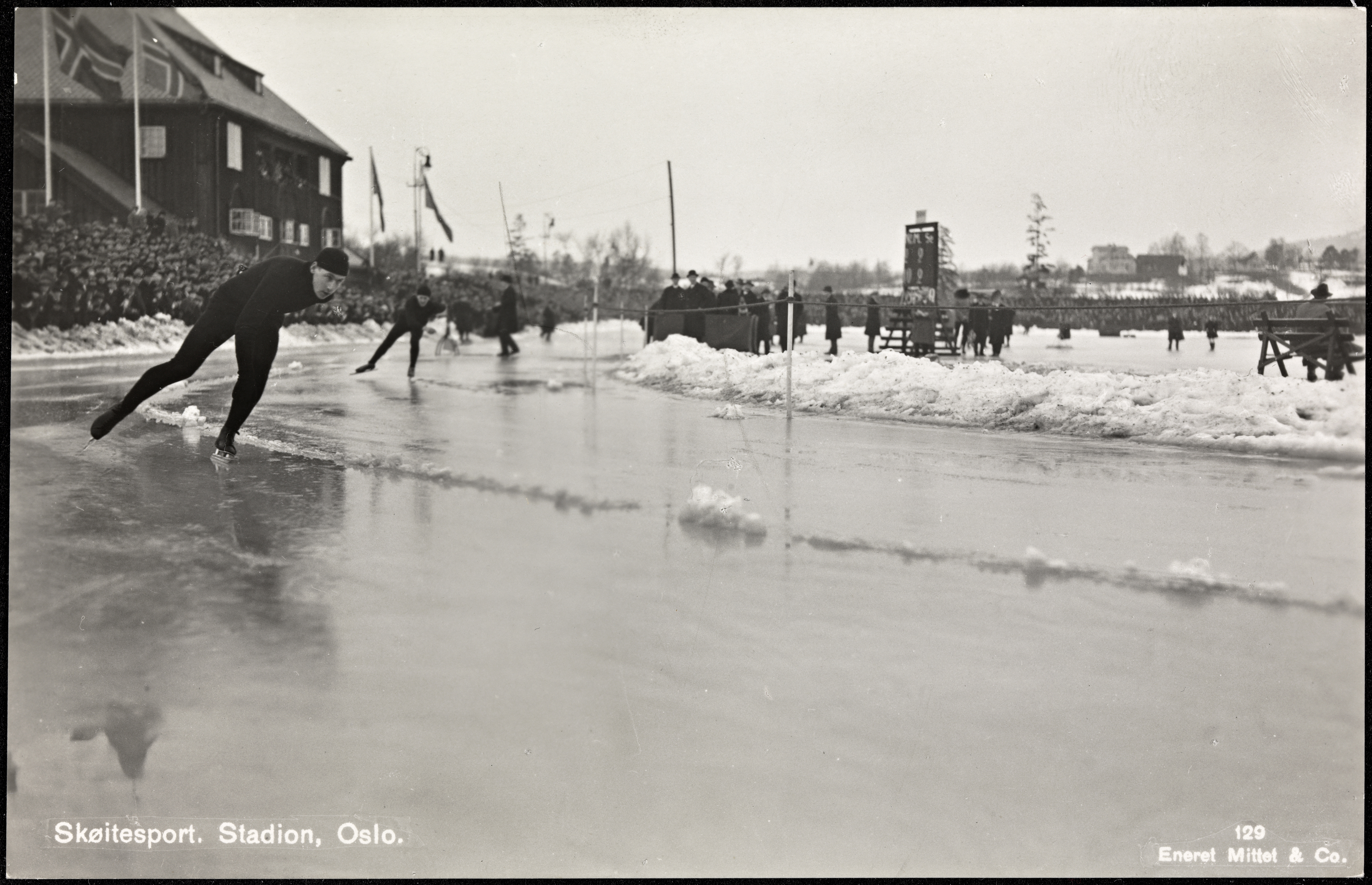
Конькобежный спорт 1930-х годов на стадионе Фрогнер.

### Мужские рекорды

#### На старом стадионе (до 1914 года)
В 1911 году Николай Струнников установил мировой рекорд на дистанции 5000 метров, пробежав ее за 8:37,2. Изначально этот рекорд не был признан Международным союзом конькобежцев, но впоследствии был включен в список мировых рекордов. Оскар Матисен также установил два рекорда 17 и 18 февраля 1912 года. Время на дистанции 500 метров составило 44,2 секунды, а на 10 000 метров — 17:46,3. В 1913 году Матисен дважды улучшил свой собственный рекорд, сначала в Тронхейме, а затем на стадионе Фрогнер, и новый рекорд составил 17:22,6.

#### На новом стадионе (после 1914 года)
10 января 1914 года Оскар Матисен установил два мировых рекорда на открытии нового стадиона. Его время на дистанции 500 метров составило 43,7, а на дистанции 1500 метров — 2:19,4. В 1916 году Матисен установил мировой рекорд на дистанции 5000 метров со временем 8:36,3. В 1921 году Харальд Стрём обновил рекорд на дистанции 5000 метров до 8:27,7 , а в 1922 году он его улучшил до 8:26,5. Рекорд Стрёма на дистанции 5000 метров, установленный в 1922 году, продержался семь лет и стал самым длительным из всех мировых рекордов, установленных на стадионе Фрогнер, пока его не побил Ивар Баллангруд в Давосе в 1929 году.
В 1932 году Клас Тунберг показал время 1:27,4 на дистанции 1000 метров, что было лучше мирового рекорда, но этот результат не был зарегистрирован как официальный рекорд. В 1936 году Аллан Поттс установил мировой рекорд на дистанции 500 метров со временем 42,4, превзойдя предыдущий результат Ханса Энгнестангена из Давоса за три года до этого. Однако этот рекорд продержался всего 12 дней. В 1936 году Ивар Баллангруд установил мировой рекорд на дистанции 5000 метров в Фрогнер со временем 8:17,2, и этот рекорд продержался пять лет.

### Женские рекорды
Несколько результатов, установленных на стадионе Фрогнер в 1930-х годах, не указаны как официальные мировые рекорды. В частности, Синнове Ли показала результат 50,3 секунды на дистанции 500 метров в 1934 году, а Лайла Шу Нильсен — 49,3 секунды в 1935 году. Верне Леше установил мировой рекорд на дистанции 1000 метров в 1934 году, показав время — 1:45.7. На дистанции 1500 метров перечислены три мировых рекорда, установленные на стадионе Фрогнер: Синнове Ли — 3:08.1 в 1932 году, Ундис Бликкен −2:40.0 в 1934 году и Лайла Шу Нильсен — 2:38.1 в 1937 году.

## Международные футбольные матчи
| [ 22 ] [ 23 ] | [ 22 ] [ 23 ]    | [ 22 ] [ 23 ]      | [ 22 ] [ 23 ] | [ 22 ] [ 23 ]     | [ 22 ] [ 23 ] |
| №             | Дата             | Матч               | Счет          | Соревнование      | Зрители       |
| ------------- | ---------------- | ------------------ | ------------- | ----------------- | ------------- |
| 1             | 11 сентября 1910 | Норвегия — Швеция  | 0:4           | Товарищеский матч | 6.000         |
| 2             | 16 июня 1912     | Норвегия — Швеция  | 1:2           | Товарищеский матч | 6.000         |
| 3             | 23 июня 1912     | Норвегия — Венгрия | 0:6           | Товарищеский матч | 4.000         |
| 4             | 28 июня 1914     | Норвегия — Швеция  | 0:1           | Товарищеский матч | 8.000         |
| 5             | 12 июня 1914     | Норвегия — Россия  | 1:1           | Товарищеский матч | 6.000         |
| 6             | 27 июня 1915     | Норвегия — Швеция  | 1:1           | Товарищеский матч | 10.000        |
| 7             | 25 июня 1916     | Норвегия — Дания   | 0:2           | Товарищеский матч | 12.000        |
| 8             | 3 сентября 1916  | Норвегия — США     | 1:1           | Товарищеский матч | 12.000        |
| 9             | 1 октября 1916   | Норвегия — Швеция  | 0:0           | Товарищеский матч | 12.000        |
| 10            | 17 июня 1917     | Норвегия — Дания   | 1:2           | Товарищеский матч | 12.000        |
| 11            | 16 сентября 1917 | Норвегия — Швеция  | 0:2           | Товарищеский матч | 12.000        |
| 12            | 16 июня 1918     | Норвегия — Дания   | 3:1           | Товарищеский матч | 12.000        |
| 13            | 15 сентября 1918 | Норвегия — Швеция  | 2:1           | Товарищеский матч | 12.000        |

Футбол на стадионе «Фрогнер»
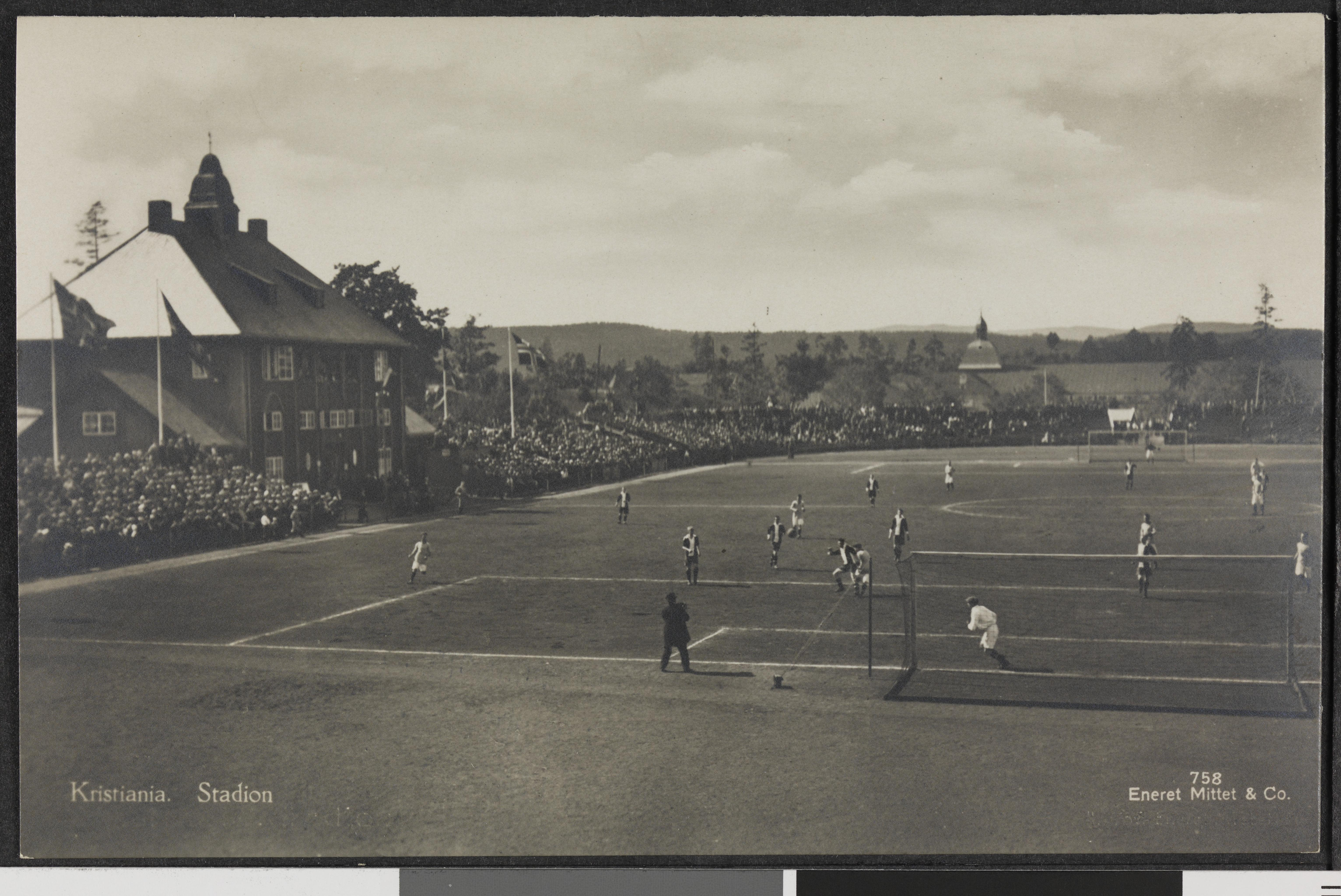
Футбольный матч 1920-х годов.
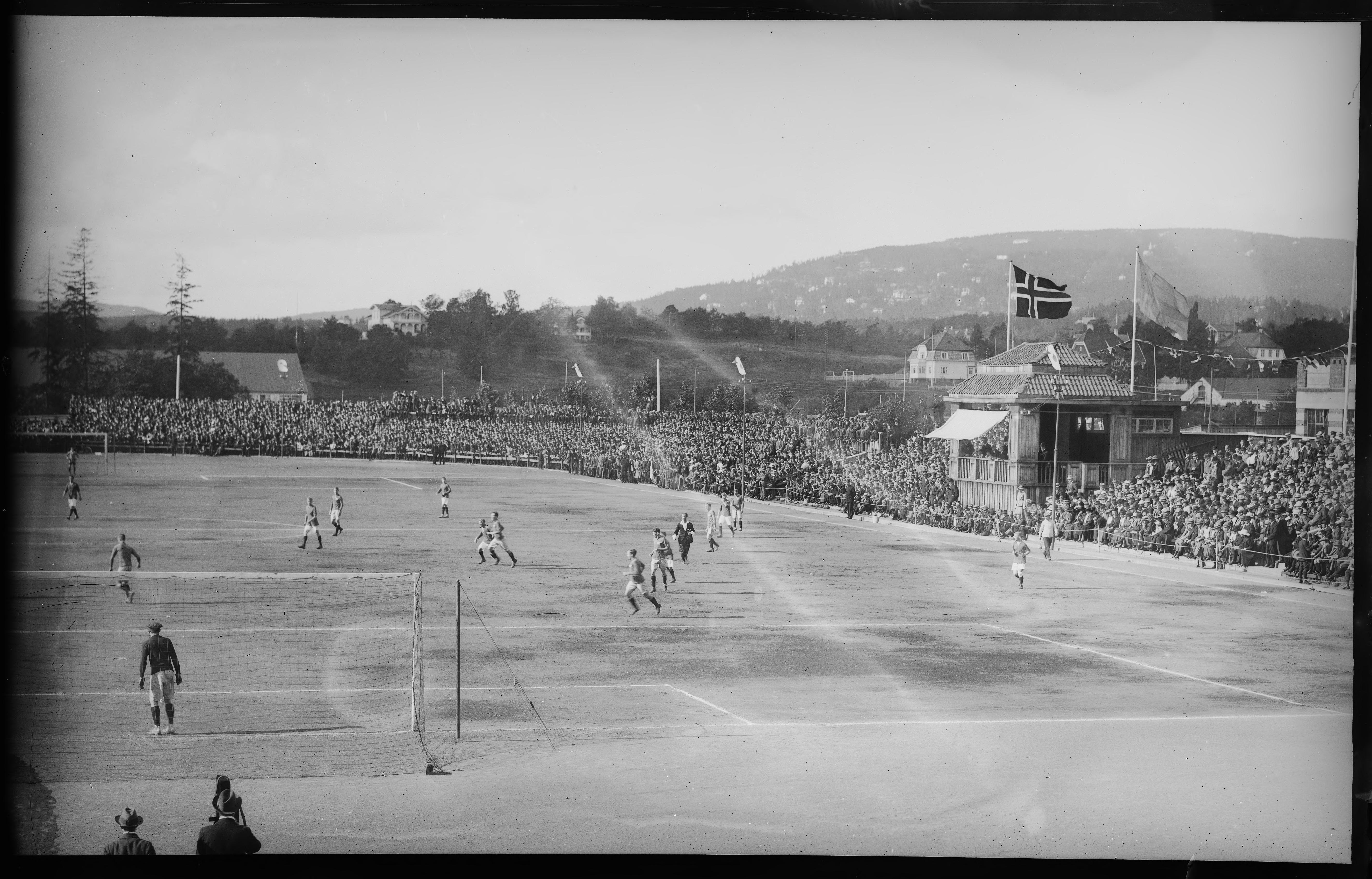
Футбольный матч 1920-х годов.
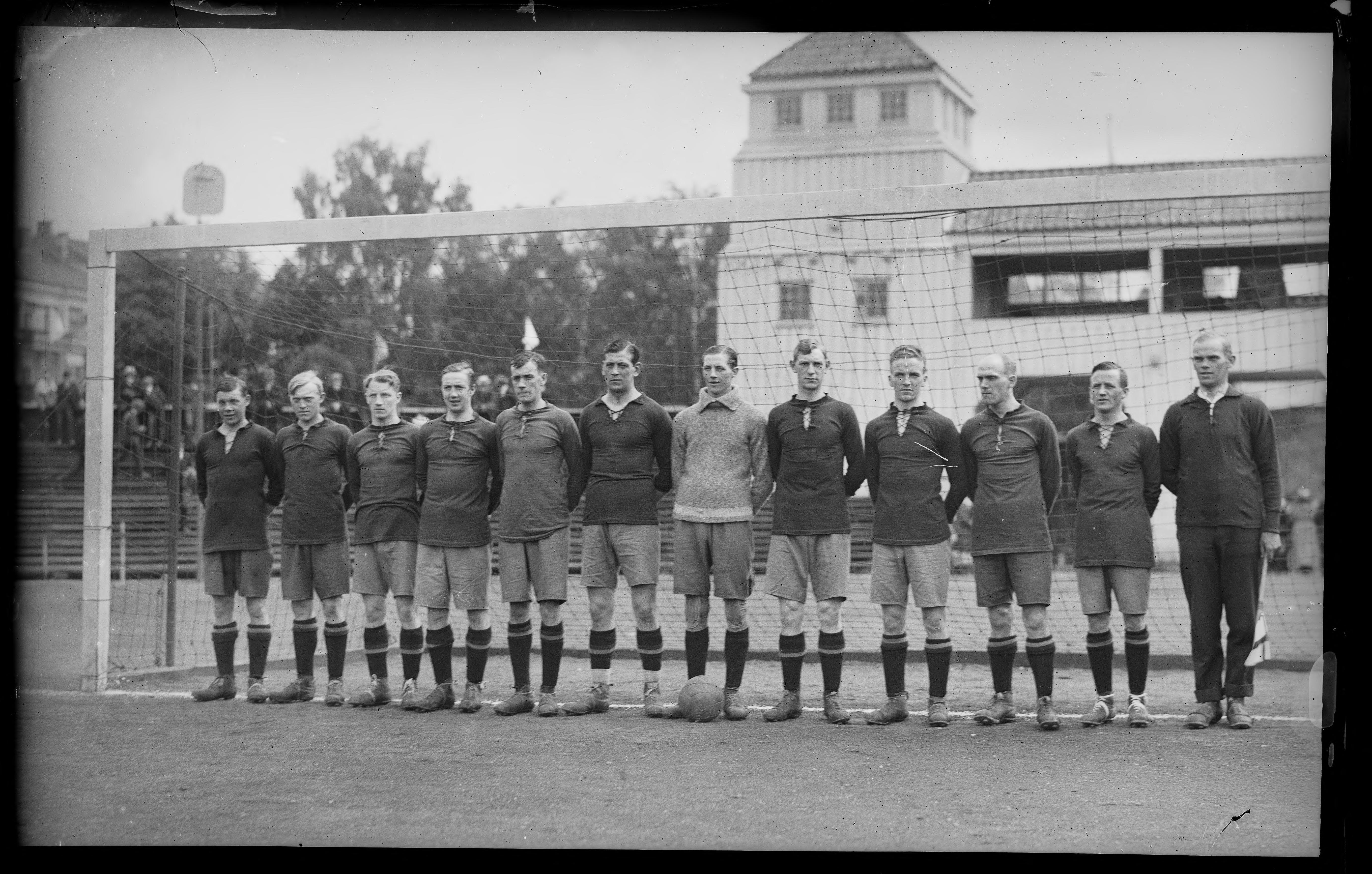
Футбольный матч 1919 год.